# Полицци-Дженероза
Поли́цци-Дженеро́за (итал. Polizzi Generosa, сиц. Pulizzi) — коммуна в Италии, расположена в области Сицилия, подчиняется административному центру Палермо.
Население коммуны, на 01.01.2025 года, составляет 2796 человек, плотность населения — 20,58 чел./км². Коммуна занимает площадь 135,88 км². 
Почтовый индекс — 90028. Телефонный код — 0921.
Покровителем населённого пункта почитается святой Гандольф.

## Известные уроженцы
- Борджезе, Джузеппе Антонио (1882–1952) – итальянский писатель и поэт.
- Дольче, Доменико (13 августа 1958) - итальянский модельер.